# Claus Beisbart
Claus Beisbart (* in Bayreuth) ist ein deutscher Philosoph.

## Leben
Nach dem Studium der Philosophie, Physik und Mathematik an der Ludwig-Maximilians-Universität München (LMU) und der Eberhard-Karls-Universität Tübingen erwarb er 1997 das Diplom in Physik an der LMU. Nach der Promotion 2001 zum Dr. rer. nat. an der LMU bei Thomas Buchert und Ralf Bender war er 2001 Postdoktorand (Kosmologie) an der University of Oxford. Von 2002 bis 2004 arbeitete er an einer Promotion in Philosophie und war Mitarbeiter an der Sektion Physik der LMU. Nach der Promotion 2004 zum Dr. phil. an der LMU war er von 2004 bis 2005 Postdoktorand in der Philosophy, Probability and Modeling Research Group am Zentrum für den wissenschaftlichen Nachwuchs der Universität Konstanz. Von 2005 bis 2012 war er wissenschaftlicher Mitarbeiter am Lehrstuhl für Theoretische Philosophie am Institut für Philosophie und Politikwissenschaften, Technische Universität Dortmund (TU Dortmund) lehrte er als Gastdozent an der Háskóli Íslands. Von 2008 bis 2009 war er Visiting Fellow am Center for Philosophy of Science an der University of Pittsburgh. Nach der Habilitation 2012 (venia legendi für Philosophie) an der TU Dortmund vertrat er von 2011 bis 2012 eine Professur für Philosophie an der TU Dortmund. Seit 2012 ist er Extraordinarius für Wissenschaftsphilosophie an der Universität Bern.
Seine Forschungsinteressen sind Wissenschaftsphilosophie (Epistemologie von Modellierung und Simulation, Deutungen und Anwendungen des Wahrscheinlichkeitsbegriffs), Philosophie der Physik (Philosophie der Raumzeit und der Kosmologie), Praktische Philosophie (Grundlagen der Ethik, kollektive Entscheidungen).

## Schriften (Auswahl)
- Measuring cosmic structure. Minkowski valuations and mark correlations for cosmological morphometry. 2000.
- Handeln begründen. Motivation, Rationalität, Normativität. Berlin 2007, ISBN 3-8258-0195-0.
- mit Georg Brun (Hg.): Mit Philosophie die Welt verändern. In Bildung und Öffentlichkeit. Basel 2020, ISBN 3-7965-4162-3.
- mit Nicole J. Saam (Hg.): Computer simulation validation. Fundamental concepts, methodological frameworks, and philosophical perspectives. Cham 2019, ISBN 3-319-70765-5.